# José Lemos
José Gregorio Lemos Rivas (4 giugno 1991) è un atleta paralimpico ed ex multiplista colombiano, con paralisi cerebrale infantile.

## Biografia
Lemos ha iniziato la sua carriera juniores nel lancio del giavellotto per poi concentrarsi nelle prove multiple nella carriera internazionale, svolta soprattutto in ambito regionale. Lemos ha esordito con la nazionale seniores nel 2013, conquistando alcune medaglie regionali tra cui una medaglia d'argento ai Giochi CAC in Colombia nel 2018, combaciata con un nuovo record nazionale nel decathlon.

## Palmarès
| Anno | Manifestazione       | Sede          | Evento                     | Risultato | Prestazione | Note                  |
| ---- | -------------------- | ------------- | -------------------------- | --------- | ----------- | --------------------- |
| 2008 | Sudamericani U18     | Lima          | Lancio del giavellotto     | Argento   | 61,20 m     |                       |
| 2009 | Panamericani U20     | Port of Spain | Decathlon                  | 5º        | 6517 p.     |                       |
| 2010 | Sudamericani U23     | Medellín      | Decathlon                  | 5º        | 6422 p.     |                       |
| 2012 | Sudamericani U23     | San Paolo     | Decathlon                  | dnf       | dnf         |                       |
| 2013 | Sudamericani         | Cartagena     | Decathlon                  | 4º        | 6953 p.     |                       |
| 2013 | Giochi bolivariani   | Trujillo      | Decathlon                  | Bronzo    | 6987 p.     |                       |
| 2014 | Giochi sudamericani  | Santiago      | Decathlon                  | 6º        | 6594 p.     |                       |
| 2017 | Sudamericani         | Asunción      | Decathlon                  | Bronzo    | 7572 p.     |                       |
| 2017 | Giochi bolivariani   | Santa Marta   | Decathlon                  | Oro       | 7762 p.     |                       |
| 2018 | Giochi sudamericani  | Cochabamba    | Decathlon                  | Argento   | 7757 p.     |                       |
| 2018 | Giochi CAC           | Barranquilla  | Decathlon                  | Argento   | 7913 p.     | Record nazionale      |
| 2019 | Sudamericani         | Lima          | Decathlon                  | dns       | dns         |                       |
| 2019 | Giochi panamericani  | Lima          | Decathlon                  | 8º        | 7408 p.     |                       |
| 2021 | Giochi paralimpici   | Tokyo         | Lancio del giavellotto F38 | Oro       | 60,31 m     |                       |
| 2023 | Mondiali paralimpici | Parigi        | Salto in lungo T38         | Bronzo    | 6,51 m      |                       |
| 2023 | Mondiali paralimpici | Parigi        | Getto del peso F38         | Oro       | 18,26 m     | Record mondiale       |
| 2023 | Mondiali paralimpici | Parigi        | Lancio del giavellotto F38 | Oro       | 58,15 m     | Record dei campionati |
| 2024 | Mondiali paralimpici | Kōbe          | Getto del peso F38         | Oro       | 17,10 m     |                       |
| 2024 | Mondiali paralimpici | Kōbe          | Lancio del giavellotto F38 | Oro       | 56,75 m     |                       |
| 2024 | Giochi paralimpici   | Parigi        | Salto in lungo T38         | Bronzo    | 6,40 m      |                       |
| 2024 | Giochi paralimpici   | Parigi        | Lancio del giavellotto F38 | Oro       | 63,81 m     |                       |